# 日光三山

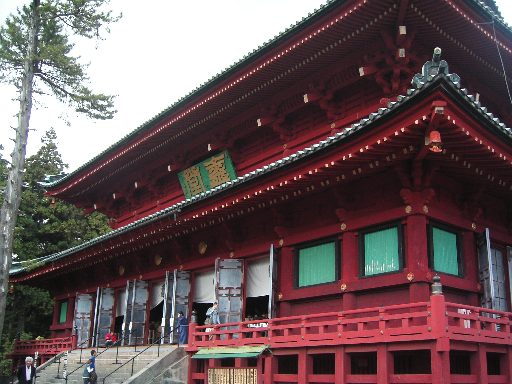
輪王寺の三仏堂

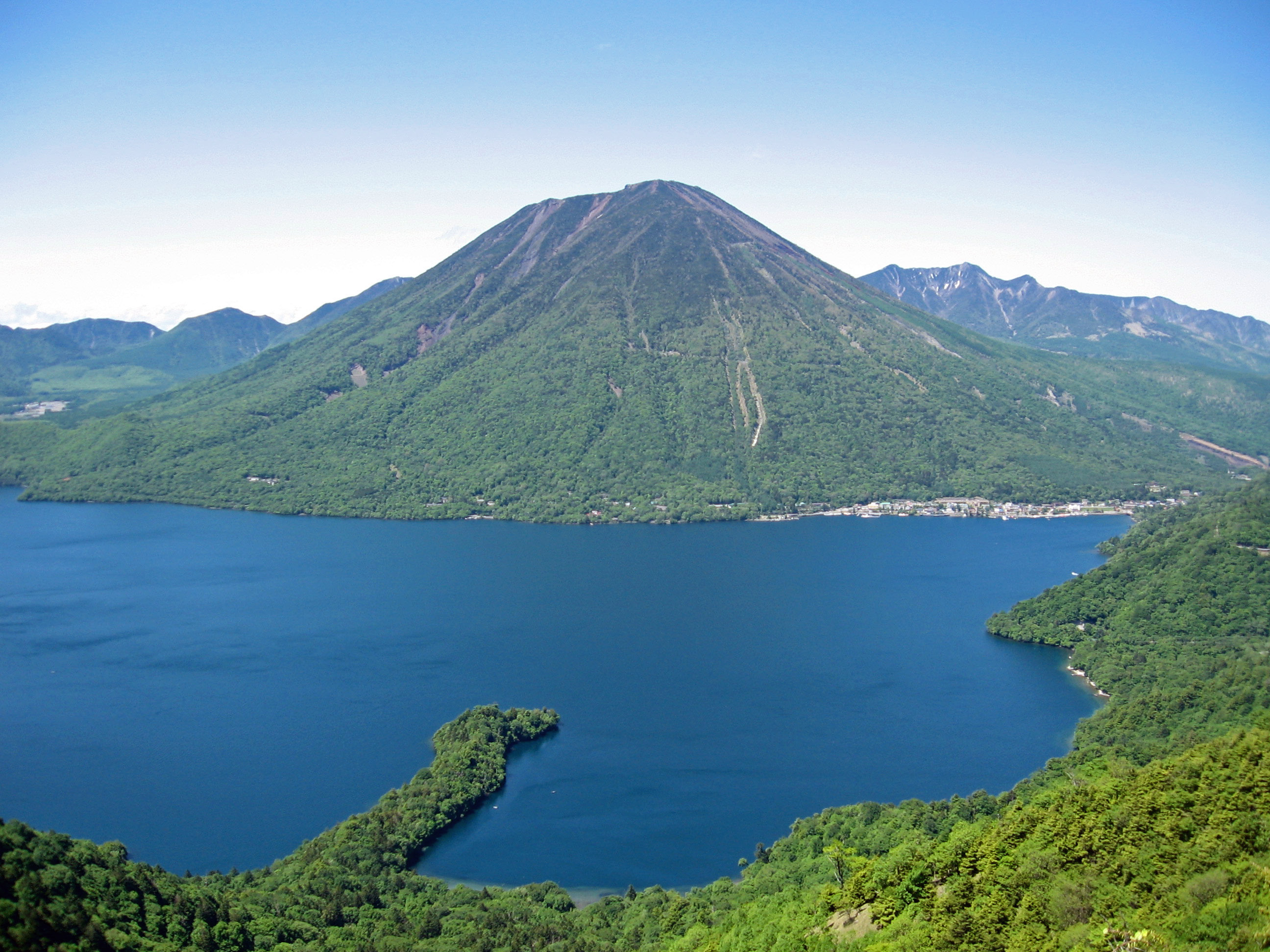
男体山

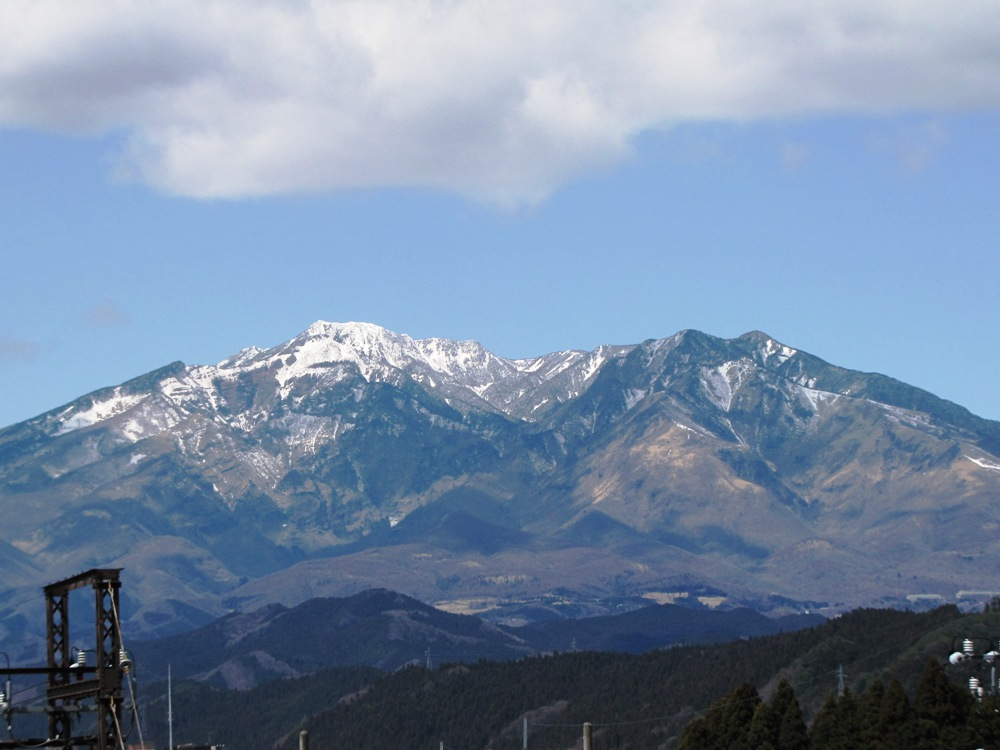
女峰山

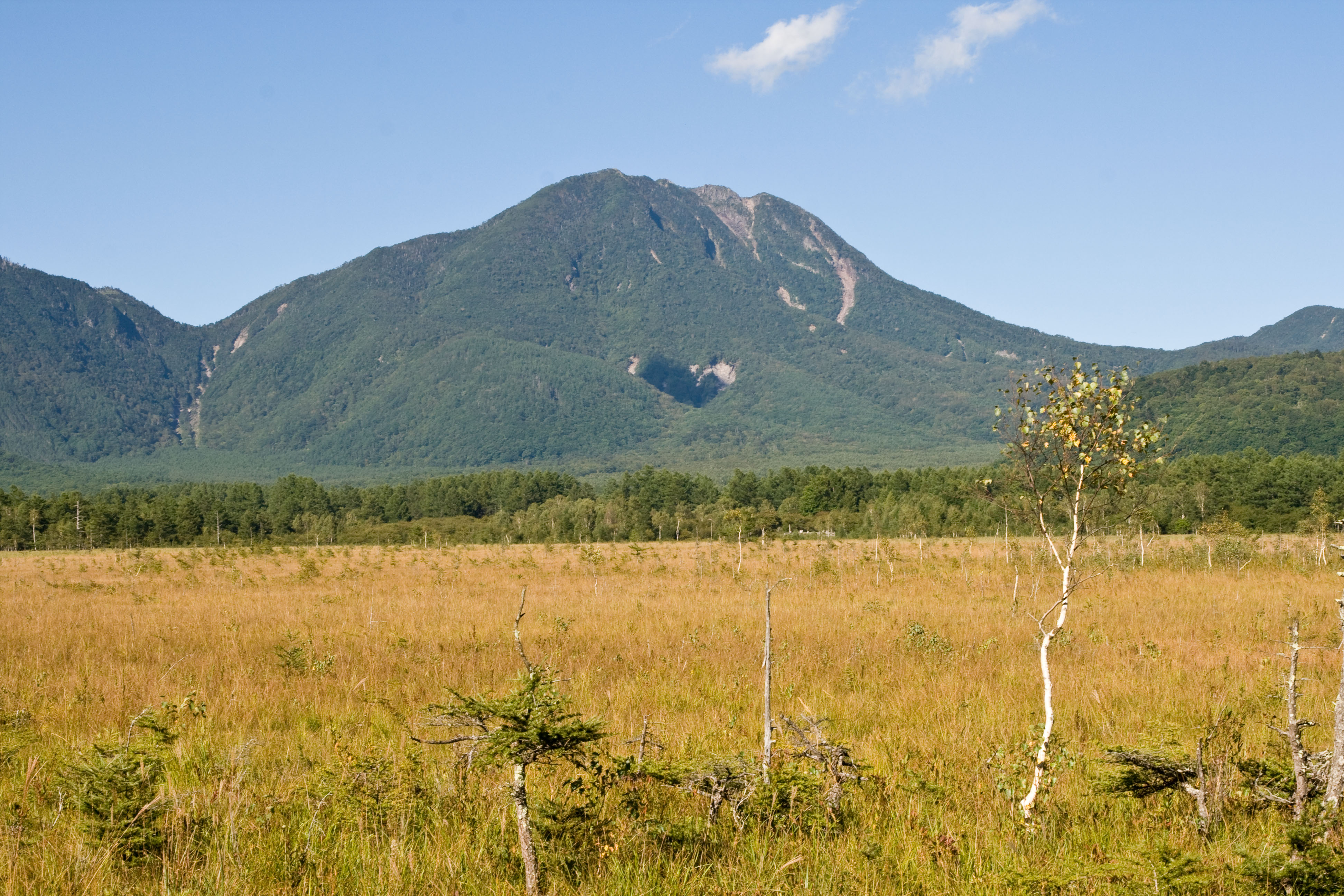
太郎山

日光三山（にっこうさんざん）、日光山（にっこうさん）は、栃木県日光市にある日光連山（日光表連山）のうち、男体山（2,486m）、女峯山（2,464m）、太郎山（2,368m）の三山を中心とする山岳の総称。

## 起源
日光山は勝道上人（奈良時代後期から平安時代初期の人物）が開いた現日光の山岳群（日光連山）特にその主峰である男体山を信仰対象とする山岳信仰の御神体ないし修験道の霊場であった。
男体山は奈良時代には補陀洛観音浄土に擬せられて「補陀洛山」と呼ばれていたが、後に「二荒山」という字が当てられたと言われる（『延喜式』には「二荒山」とある）。更にそれを音読して「日光山」と呼ぶようになり、男体山のみならず隣接する山々を含めた総称となった。「日光」が記録に見えてくる時期は、禅宗が伝来し国内の寺院にも山号が付されるようになり、また関東にも薬師如来像や日光菩薩像が広く建立され真言密教が広がりを見せる平安時代後期ないし鎌倉時代以降である。下野薬師寺の修行僧であった勝道一派が日光菩薩に因んで現日光の山々を「日光山」と命名した可能性も含め、遅くても鎌倉時代頃には現日光の御神体が「日光権現」と呼ばれ、また「日光山」や「日光」の呼称が一般的に定着していたものと考えられる。
三山それぞれに新宮権現、滝尾権現、本宮権現の三社が祭祀されている。江戸時代には日光寺社群を総称して日光山と呼んだ。また、輪王寺の山号でもある。